# 戈维
戈维是葡萄牙波尔图区的一个堂区。总面积12.27平方公里，总人口2030人，人口密度165.4人/平方公里。